# Rolf Sachsse

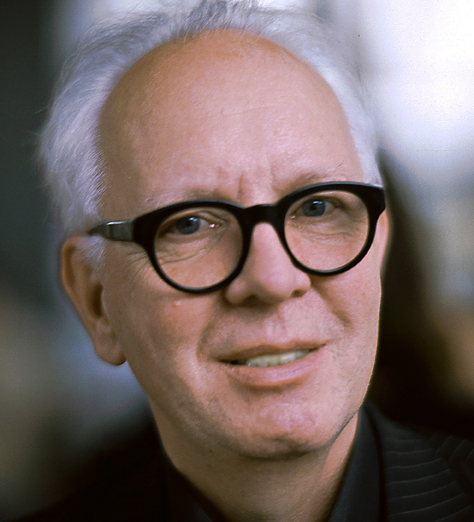
Rolf Sachsse (2012)

Rolf Sachsse (* 28. April 1949 in Bonn) ist ein deutscher Photograph, Autor und Hochschullehrer an der Hochschule der Bildenden Künste Saar.

## Werdegang
Sachsse wurde 1949 als Sohn der Photographen Gerhard (1920–1998) und Erika Sachsse (1929–2020)  geboren. Ab 1955 besuchte er die Martin-Luther-Schule in Bonn, ab 1959 das Ernst-Moritz-Arndt-Gymnasium. 1967 legte er das Abitur ab und begann eine Photographenlehre bei Karl Hugo Schmölz und Walde Huth in Köln. 1970 legte er die Gesellenprüfung ab und arbeitete dann als Assistent bei Kölner Photographen.
1971 begann er ein Studium der Zeitungswissenschaften, Germanistik und Kunstgeschichte in München, im darauffolgenden Jahr wechselte er zum Studium der Kunstgeschichte, Kommunikationswissenschaft und Germanistik nach Bonn. Nebenbei arbeitete er als freiberuflicher Photograph und begann eine künstlerische Tätigkeit. 1979 begann er eine Tätigkeit als frei schaffender Künstler, Autor und Ausstellungsmacher.
1983 wurde er an dem Kunsthistorischen Institut der Universität Bonn bei Eduard Trier zum Thema seiner Dissertation:  „Photographie als Medium der Architekturinterpretation“ promoviert.
1985 wurde er zum Professor für Photographie am Fachbereich Design der Hochschule Niederrhein in Krefeld berufen, ab 1993 auch für elektronische Bildmedien. 1994/95 übernahm er die Lehrstuhlvertretung für Hans Belting an der Staatlichen Hochschule für Gestaltung Karlsruhe und ist seither dort als assoziierter Professor für Theorien der Gestaltung tätig. 2002 übernahm er eine Gastprofessur für Theorien der Gestaltung an der Hochschule für Gestaltung Karlsruhe, von 2004 bis 2017 war er Professor für Designgeschichte und Designtheorie an der Hochschule der Bildenden Künste Saar und dort von 2013 bis 2017 Prorektor für Lehre und Wissenschaft.
Sachsse ist mit der Kunstwissenschaftlerin Ros Sachsse-Schadt verheiratet und hat einen Sohn. Er lebt in Saarbrücken und Bonn.

## Auszeichnungen
- 1993: Forschungsstipendium der Hasselblad Foundation
- 2000: Ehrendiplom der Akademie der Künste in Usbekistan

## Publikationen (Auswahl)
- Ausbildungswege zur Fotografie: Ein Studienführer. Mahnert-Lueg, München, 1981, ISBN 3-922170-22-6
- Photographie als Medium der Architekturinterpretation: Studien zur Geschichte der dt. Architekturphotographie im 20. Jahrhundert. Saur, München, New York, Paris, 1984, ISBN 3-598-10564-9
- Architekturfotografie des 19. Jahrhunderts in der fotografischen Sammlung des Museums Folkwang. Nishen, Berlin, 1988, ISBN 3-88940-306-9
- Bild und Bau: zur Nutzung technischer Medien beim Entwerfen von Architektur. Vieweg, Wiesbaden, Braunschweig, 1997, ISBN 3-528-06113-8
- Fotografie: vom technischen Bildmittel zur Krise der Repräsentation. Deubner, Köln, 2003, ISBN 3-937111-04-2
- Bildjournalismus heute: Beruf, Ausbildung, Praxis. List, München, 2003, ISBN 3-471-77269-3
- Die Erziehung zum Wegsehen: Fotografie im NS-Staat. Philo Fine Arts, Dresden, 2003, ISBN 3-364-00390-4[6]
- Erhaltene Archive und gerettete Bestände zur Fotografie der Weimarer Zeit. Eine kommentierte und eingeleitete, überaus vorläufige Liste, herunterladbar als PDF-Dokument, speziell vorbereitet, aber nicht erschienen in: Diethart Kerbs, Walter Uka (Hrsg.): Fotografie und Bildpublizistik in der Weimarer Republik. Ergebnisse einer Fachtagung an der Universität Lüneburg, Bönen: Druckverlag Kettler 2005, ISBN 3-937390-38-3
- mit Michael Ruetz: Phantasie und Traum: Das lichtgraphische Spätwerk von Heinz Hajek-Halke. Deutscher Kunstverlag, Berlin, München, 2008, ISBN 978-3-422-06852-0
- Raumbilder – Bildräume: Architekten fotografieren. Deutscher  Kunstverlag, Berlin, München, 2009, ISBN 978-3-422-06902-2
- Uwe Schröder, Thomas Schmitz, Franziska Kramer, Anja Neuefeind (Hrsg.): Orte der Farbe. Zur chromatischen Stimmung von Räumen der Architektur. Verlag der Buchhandlung Walther König, Köln 2019, ISBN 978-3-96098-524-2 mit Beiträgen von Detlef Beer, Peter Bialobrzeski, Elger Esser, Markus Grob, Léon Krier, Johannes Kühl, Alexander Markschies, Wolfgang Meisenheimer, Michael Mönninger, Rolf Sachsse, Matthias Sauerbruch, Manfred Speidel und Katrin Trautwein